# Sveio
Sveio este o comună din provincia Vestland, Norvegia.